# 100-я отдельная механизированная бригада
100-я отдельная механизированная бригада (100 ОМБр) — соединение Сухопутных войск Украины численностью в бригаду.
В 2018 году во Владимире-Волынском на Волыни была создана 100-я отдельная бригада территориальной обороны. В 2023 году во время российского полномасштабного нападения бригада выполняла боевые задания на Лиманском направлении. Весной 2024 года бригада переформирована в механизированную.

## История
6 октября 2018 во Владимире-Волынском на Волыни впервые отметили День бойца территориальной обороны. По случаю праздника устроили соревнования на стрельбище воинской части.
13 октября на Волыни началось военное собрание с военнообязанными отдельного батальона территориальной обороны, которое должно было длиться 10 дней. К практическим занятиям привлекли жителей со всей Волынской области. Подготовку бойцов батальона проводили инструкторы, имевшие опыт боевых действий на востоке Украины.
11 декабря 2018 года в Волынском областном военном комиссариате на пресс-конференции рассказали о переформировании отрядов территориальной обороны в 100-ю бригаду.
26 февраля 2019 на базе стрельбища в/ч А1008 во Владимире-Волынском состоялся «Единый всеукраинский стрелковый день», в котором принял участие личный состав организационного ядра подразделений территориальной обороны, формируемых военными комиссариатами области. Участие в обучении приняли более ста военнообязанных из воинских частей А7028, А7062 и А7064. Они упражнялись в стрельбе из ПМ и автомата Калашникова в условиях приближенных к боевым, а также в специальной подготовке.
1 июня 2019 в Волынской области продолжалась подготовка подразделений территориальной обороны. На военном полигоне прошли плановые тренировки личного состава теробороны Ратновского, Старовижовского, Любомльского, Маневицкого, Камень-Каширского, Ковельского районов Волыни и Нововолынск.
22 августа 2019 года во время брифинга в Волынском областном военном комиссариате, военный комиссар Волынского ОИК Роман Кулик сообщил, что собрание в течение сентября-октября привлечет примерно тысячу волынских военнообязанных. Запланирован призыв военнообязанных военного резерва для прохождения подготовки и получения военных специальностей.

### Российское вторжение 2022 года
28 июля 2023 года 100 отдельная бригада территориальной обороны Сил территориальной обороны Вооруженных Сил Украины указом Президента Украины Владимира Зеленского отмечена почетным знаком «За мужество и отвагу».
Осенью 2023 года 51 отдельный Камень-Каширский батальон бригады усилили танковым подразделением. Бригада того времени выполняла боевые задания на Лиманском направлении.
30 марта 2024 года бригаду переформировали, на ее базе сформировали 100-ю механизированную бригаду Сухопутных войск ВСУ.
В апреле 2024 года бригада вела ожесточенные бои, остановив в контратаки российскую 30-ю мотострелковую бригаду и другие подразделения российской 41-й армии, когда они пытались продвинуться дальше Очеретино. На тот момент имела в своем составе примерно 2000 солдат, но была слабо оснащена тяжелой техникой, хотя и имела опытный личный состав.

## Командование
- (2018—2022) подполковник Александр Кучер[6]
- (с 2022) полковник Руслан Ткачук[7]

## См. раздел также
- Механизированные войска Украины
- 1-й отдельный мотопехотный батальон «Волынь»

## Примечание
1. ↑  Як на Володимирщині відзначили День бійця тероборони Архивировано 25 августа 2019 года. на http://volodymyr.rayon.in.ua/ Архивировано 7 апреля 2019 года.
2. ↑  На Волині розпочались військові навчання з територіальної оборони. Дата обращения: 25 августа 2019. Архивировано 25 августа 2019 года.
3. ↑  На Волині 17 грудня презентуватимуть бригаду територіальної оборони. Дата обращения: 17 января 2019. Архивировано 19 января 2019 года.
4. ↑  На Володимирщині відбувся Єдиний стрілецький день Архивировано {{{2}}}. на http://www.volyn.com.ua/news/ (недоступная+ссылка)
5. ↑  "Сотку" ТРО з Волині реорганізували в окрему механізовану бригаду. suspilne.media (30 марта 2024). Дата обращения: 17 июня 2024. Архивировано 17 июня 2024 года.
6. ↑  На Волині проходять збори тероборони. Дата обращения: 18 августа 2019. Архивировано 18 августа 2019 года.
7. ↑  Лідер, зразок та опора для солдата: у волинській теробороні привітали сержантів і сержанток. Архивировано 30 апреля 2023. Дата обращения: 17 июня 2024.